# Staurochilus guibertii
Staurochilus guibertii là một loài thực vật có hoa trong họ Lan. Loài này được (Linden & Rchb.f.) Christenson miêu tả khoa học đầu tiên năm 1994.